# National Hockey League Players' Association
National Hockey League Players' Association (NHLPA), franska: Association des joueurs de la Ligue nationale de hockey (AJLNH), är en nordamerikansk fackförening som företräder samtliga ishockeyspelare som är listade dagligen i spelartrupperna för de 32 ishockeyorganisationer som spelar i den nordamerikanska professionella ishockeyligan National Hockey League (NHL). NHLPA certifierar också samtliga spelaragenter som företräder ishockeyspelare i NHL.

## Historik
År 1957 försökte ishockeyspelarna Ted Lindsay (Detroit Red Wings) och Doug Harvey (Montreal Canadiens) starta upp en fackförening i syfte att företräda de ishockeyspelare som spelade i NHL efter att NHL vägrade att lämna ut finansiell information rörande ishockeyspelarnas pensioner. NHL började också med union busting och skickade iväg problemmakare till andra ishockeyorganisationer i NHL eller till ishockeylag i NHL:s farmarligor. Detta ledde till rättstvist men ishockeyspelarna och NHL kom överens om en förlikning och där ishockeyspelarna tvingades att ge upp planerna om en fackförening.
År 1967 gick samtliga ishockeyspelare ihop och bildade officiellt NHLPA. De utsåg Bob Pulford som president och Alan Eagleson som ordförande. Pulford ställde omgående ultimatum till NHL att ishockeyligan skulle officiellt erkänna NHLPA som en fackförening för ishockeyspelarna eller att NHLPA skulle ansöka officiellt till den kanadenskiska myndigheten Canadian Labour Relations Board. NHL gav med sig och erkände NHLPA som sin motpart. Det första kollektivavtalet mellan NHLPA och NHL slöts 1976.
I december 1991 avgick Eagleson som ordförande för NHLPA efter det hade framkommit att han hade bland annat förskingrat pengar från NHLPA till sig själv och vänner; fått fördelaktiga bonusar för att ha köpt invaliditetsförsäkringar åt NHLPA och NHL; bedragit minst två före detta NHLPA-medlemmar samt försvårande av utredning. I januari 1998 dömdes Eagleson till 18 månaders fängelse i Kanada för två åtalspunkter efter överenskommelse med amerikanska federala åklagare.

### Strejker och lockouter
- 1991–1992 (strejk): NHLPA utlyste strejk den 1 april 1992 och den varade fram tills den 10 april. NHLPA fick igenom större ekonomisk kompensation för de ishockeyspelare som spelar i Stanley Cup-slutspelet och att ishockeyspelarna fick större kontroll över sina egna bildrättigheter[9]. De godkände NHL:s begäran att utöka grundserien från 80 till 84 grundseriematcher.[10]
- 1994–1995 (lockout): Den 1 oktober 1994 utlyste NHL en lockout och som varade fram tills den 11 januari 1995. Huvudfrågorna var om ett eventuellt lönetak och hur systemet för free agents skulle vara, dock kunde inte något av dessa lösas denna gång. Detta ledde dock till nästan ett decennium av fientlighet mellan NHLPA och NHL. Lockouten resulterade i att grundserien reducerades från 84 till 53 grundseriematcher.[10]
- 2004–2005 (lockout): Parterna hade inte glömt vad som hände föregående lockout och det blev total sammandrabbning mellan dem. Den 16 september 2004 utlyste NHL lockout och krävde ett lönetak som var kopplad till NHL:s ishockeyrelaterade intäkter. NHL hävdade att ishockeyspelarna fick tre fjärdedelar av intäkterna, vilket resulterade i att flera ishockeyorganisationer var nästintill konkursmässiga. NHLPA presenterade flera förslag men avvisades av NHL och vice versa. Tio månader senare, kunde de dock komma överens om ett nytt kollektivavtal. 87% röstade för[11] kollektivavtalet den 21 juli 2005[12] medan NHL godkände det dagen därpå[13]. NHLPA hade tvingats att gå med på stora eftergifter för att få slut på lockouten däribland att ett lönetak infördes och att intäktsfördelningen för ishockeyspelarna justerades från 76% till 54[11]–57%[14]. Lockouten ledde till att hela NHL-säsongen ställdes in, detta var den första gången någonsin i nordamerikansk professionell idrott att en hel sportsäsong fick ställas in på grund av strejk/lockout.[10] Ishockeyspelarna själva hade också förlorat uppskattningsvis en miljard amerikanska dollar i uteblivna löner.[15]
- 2012–2013 (lockout): Den 15 september 2012 utlyste NHL en ny lockout men denna gång var parterna mer medgörliga och förhandlingsvilliga. Den stora orsaken till lockouten var att NHL ville få ner intäktsfördelningen från 57% till 50%, vilket NHLPA slutligen accepterade. Lockouten varade fram tills den 6 januari 2013, vilket innebar att grundserien reducerades från 82 till 48 grundspelsmatcher.[10]

## Ledare

### Ordförande
Källa över vilka som har lett NHLPA: 
- Alan Eagleson, 1967–1991
- Ingen var utsedd, 1991–1992
- Bob Goodenow, 1992–2005
- Ted Saskin, 2005–2007
- Paul Kelly, 2007–2009
- Ian Penny (tillförordnande), 2009
- Mike Ouellet (tillförordnande), 2009–2010
- Donald Fehr, 2010–2023
- Marty Walsh, 2023–

### Presidenter
- Bob Pulford, 1967–1972
- Ken Dryden, 1972–1974
- Pit Martin, 1974–1975
- Bobby Clarke, 1975–1979
- Phil Esposito, 1979–1981
- Tony Esposito, 1981–1984
- Bryan Trottier, 1984–1992
- Doug Wilson, 1992–1993
- Mike Gartner, 1993–1998
- Trevor Linden, 1998–2006

### Spelarrepresentanter
NHLPA har minst en spelarrepresentant i varje ishockeyorganisation som spelar i NHL. Samtliga spelarrepresentanter utses av de ishockeyspelare som spelar i varje ishockeyorganisation för aktuell säsong.
Uppdaterat: 31 mars 2025.
| Ishockeyorganisation  | Representant     | Ersättare           |
| --------------------- | ---------------- | ------------------- |
| Anaheim Ducks         | Frank Vatrano    | Vakant              |
| Boston Bruins         | Nikita Zadorov   | Vakant              |
| Buffalo Sabres        | Jason Zucker     | Alex Tuch           |
| Calgary Flames        | Nazem Kadri      | MacKenzie Weegar    |
| Carolina Hurricanes   | Jordan Martinook | Vakant              |
| Chicago Blackhawks    | Connor Murphy    | Alex Vlasic         |
| Colorado Avalanche    | Logan O'Connor   | Josh Manson         |
| Columbus Blue Jackets | Boone Jenner     | Erik Gudbranson     |
| Dallas Stars          | Jason Robertson  | Jake Oettinger      |
| Detroit Red Wings     | Dylan Larkin     | Andrew Copp         |
| Edmonton Oilers       | Darnell Nurse    | Connor McDavid      |
| Florida Panthers      | Aaron Ekblad     | Sam Reinhart        |
| Los Angeles Kings     | Mikey Anderson   | Vakant              |
| Minnesota Wild        | Marcus Foligno   | Ryan Hartman        |
| Montreal Canadiens    | Mike Matheson    | Brendan Gallagher   |
| Nashville Predators   | Colton Sissons   | Roman Josi          |
| New Jersey Devils     | Nico Hischier    | Nathan Bastian      |
| New York Islanders    | Anders Lee       | Scott Mayfield      |
| New York Rangers      | Adam Fox         | Vakant              |
| Ottawa Senators       | Brady Tkachuk    | Thomas Chabot       |
| Philadelphia Flyers   | Travis Sanheim   | Travis Konecny      |
| Pittsburgh Penguins   | Kris Letang      | Vakant              |
| San Jose Sharks       | Tyler Toffoli    | Henry Thrun         |
| Seattle Kraken        | Jordan Eberle    | Matty Beniers       |
| St. Louis Blues       | Colton Parayko   | Robert Thomas       |
| Tampa Bay Lightning   | Nick Paul        | Anthony Cirelli     |
| Toronto Maple Leafs   | Morgan Rielly    | John Tavares        |
| Utah Hockey Club      | Sean Durzi       | Barrett Hayton      |
| Vancouver Canucks     | Tyler Myers      | Quinn Hughes        |
| Vegas Golden Knights  | Nicolas Hague    | Zach Whitecloud     |
| Washington Capitals   | Tom Wilson       | Trevor van Riemsdyk |
| Winnipeg Jets         | Adam Lowry       | Mark Scheifele      |